# Ménil-Erreux
Ménil-Erreux – miejscowość i gmina we Francji, w regionie Normandia, w departamencie Orne.
Według danych na rok 1990 gminę zamieszkiwały 212 osoby, a gęstość zaludnienia wynosiła 19 osób/km² (wśród 1815 gmin Dolnej Normandii Ménil-Erreux plasuje się na 674. miejscu pod względem liczby ludności, natomiast pod względem powierzchni na miejscu 435.).